# Минхенска трагедија
Минхенска трагедија је авионска несрећа на минхенском аеродрому која се десила 6. фебруара 1958, када су погинула 23 путника, међу којима осам играча енглеског фудбалског клуба „Манчестер јунајтед“. Авион је кренуо из Београда, али како би допунио гориво, принудно слеће на минхенски аеродром. При узлетању, авион се срушио на свом трећем покушају полетања. Од 44 особе који су се налазили у авиону, 20 је погинуло на лицу места. Повређени путници, неки ван свести, пребачени су у болницу у Минхену, где су преминула још три путника, што је укупно 23 погинулих и 21 преживелих.
Фудбалска репрезентација се враћала са трећег Европског купа у Београду, тадашње Југославије, након одиграног четвртфиналног меча против Црвене звезде. Авион се зауставио да напуни гориво у Минхену. Након пуњења резервоара, пилоти Џејмс Тејн и Кенет Рејмент двапут су покушали полетање због веће снаге у левом мотору. Плашећи се да ће превише одужити планирани распоред, капетан Тејн је одбио ноћење у Минхену и по трећи пут покушао полетање. Снег који је до тада падао, изазвао је слој бљузгавице на крају писте. Управо те је узроковало несрећу, изгубљена је контрола над возилом, авион је буквално преорао ограду аеродрома и лево крило се откинуло након удара о кућу. Плашећи се да авион не експлодира, Тејн је почео евакуацију путника, док је голман Манчестера Јунајтеда, Хари Грег, помогао извући преживеле из олупине.
Истрага западнонемачких аеродромских власти првобитно је окривила Тејна, рекавши да није очистио крила авиона, упркос изјавама очевидаца који су говорили супротно. Касније је утврђено да је судар изазвала бљузгавица на писти, која је превише успорила полетање авиона. Тејн је решен свих оптужба 1968, десет година након инцидента.
Те године Манчестер Јунајтед је покушавао да постане трећи клуб који је освојио три узастопне титуле енглеске лиге; били су шест поена иза ФК Вулверхемптон вондерерса са 14 утакмица до краја. Такође су управо и напредовали у свом другом узастопном полуфиналном Европском купу. Нису изгубили 11 узастопних утакмица.
Сви преминули играчи су имали око двадесетак година и због те њихове младости, ондашњи новинари су ову генерацију клуба прозвали Безбијевим бебама. У сећање на жртве Минхенске трагедије у црвено-белу комбинацију дресова Манчестер јунајтеда додата је и црна боја.

## Претходно несрећи
Након што су победили ФК Шамрок роверсе и ФК Дукла Праг у прелиминарном првом колу такмичења, на ред је дошла ФК Црвена звезда из Југославије, за четвртфинале. Након што су их победили 21. јануара 1958. са резултатом 2:1 на њиховом стадиону Олд Трафорду, клуб путује за Београд, на Стадион ЈНА, на реванш 5. фебруара. При повратку из Прага у претходном колу, магла изнад аеродрома у Енглеској их је спречила да слете на аеродром у Манчестеру, па су летели до Амстердама, па трајектом и возом све до Манчестера.
У жељи да играчи не испаштају због напорног пута, клуб је изнајмио авион компаније British European Airways из Манчестера за Београд. Утакмицу су водили Енглези са 3:0, да би Звезда до краја утакмице поправила резултат на 3:3, али је свеједно Манчестер Јунајтед однео победу. Сутрадан полетање је каснило сат времена јер је фудбалер Манчестера Џони Бери, изгубио свој пасош и авион је слетео у Минхен да сипа гориво у 13:15 ГМТ.

## После несреће
Ова авионска несрећа је однела 23 живота. Од тога 8 фудбалера, 3 члана стручног штаба, 2 пријатеља клуба, 8 новинара и 2 члана посаде. Капитен Роџер Берн, Томи Тејлор, Џеф Бент, Еди Колмен, Марк Џонс, Дејвид Пег и Били Велан заувек су отишли у легенду. После две недеље, од задобијених повреда, преминуо је и млади Данкан Едвардс, двадесетједногодишњак за ког се сматрало да има дара и потенцијала да постане један од најбољих играча у историји енглеског фудбала.
Након тога уследио је најтежи период у историји клуба. Ривалство међу тимовима је нестало. Други клубови су чинили све да се Манчестер Јунајтед не угаси. Иако је пао на дно табеле, некако се успели да се у наредних пет година оформи нови тим, тим играча који су постали легенде клуба.
Држављани СФРЈ који су преживели Минхенску трагедију су Вера Лукић, њена мала ћерка Весна, коју је спасао голман Хари Грег, као и дипломата Небојша Бато Томашевић.
| „ | То је најцрњи дан у клупској историји, неизбрисив део наше историје. Као и Сер Мет Безби, који је саградио нову одличну екипу која је освојила Куп шампиона 10 година касније. Никад нећемо заборавити. | ” |